# おトラさん
『おトラさん』は、西川辰美による日本の4コマ漫画。1950年から『主婦の友』（主婦の友社）に『女中のおトラさん』のタイトルで連載を開始。その後『読売新聞』朝刊に1954年2月1日から1955年5月3日まで連載、その後再び『主婦の友』にて1969年まで掲載された。

## 概要
主人公の「おトラさん」は、東京の中流家庭・日野江家で住み込みで奉職する女中。慌て者だが明るく朗らかな性格で奥様に代わって日野江家の家事をきりもりしている。持ち前のバイタリティーで日野江一家はもちろん、近所の女中仲間や商店街の人々からも慕われる人気者・おトラさんが起こす騒動を描く。いわゆる「メイド・家政婦・お手伝いさんが主役の漫画作品」のはしりである。

## テレビドラマ
1956年4月6日から1959年10月23日まで、KRテレビ（現：TBSテレビ）の金曜夜に「金語楼劇場」の枠で放映された。荒川長太郎合名会社（現在のアラクスの母体）の頭痛薬『ノーシン』の一社提供だったが、同社が伊勢湾台風の被害を受け再建のためにやむなく打ち切りとなった。そこで開局したばかりのNETテレビ（現：テレビ朝日)）にて1959年10月30日から1年弱の間、丸井の一社提供として放映された。なおNET版はKR版のスタッフ・キャストをそのまま連続して起用している。
主役に柳家金語楼を据えて人気を博し、当時、アメリカのニューズウィークにより日本の「メイド（家政婦）ドラマ」として紹介された。なお金語楼は「有崎勉」のペンネームで脚本にも携わっている。

### キャスト
- 豪野 トラ（おトラさん）：柳家金語楼
  - 日野江家の女中で、住み込みで奉職すること20年。後述の馬子が日野江家に嫁ぐ際に、馬子の実家から一緒に御伴してきた。名前は、「五黄の寅年」（ごうのとら）生まれであることから命名されたという。
- 日野江牛三：有島一郎
  - 日野江家の主人。おトラさんには頭が上がらない。
- 日野江馬子：水の也清美
  - 日野江家の嫁。おトラさんとは実家にいる時からの付き合い。身体が弱かったこともあり、おトラさんに家事をまかせてしまっている。
- 日野江トリ江：川田孝子
  - 長女。弟・タツオ同様におトラさんを親以上に尊敬している。
- 日野江タツオ：日吉としやす
  - 長男。
- お八重：若水ヤエ子
- お豆：小桜京子
  - 2人とも、近所の女中仲間。

### 主題歌
- 『おトラさん』
  - 作曲：宮城秀雄 / 作詞・歌：柳家金語楼

| KRT 金曜 21:15 - 21:45枠   | KRT 金曜 21:15 - 21:45枠               | KRT 金曜 21:15 - 21:45枠      |
| 前番組                     | 番組名                                 | 次番組                        |
| -------------------------- | -------------------------------------- | ----------------------------- |
| 不明                       | （KRT版） （不明 - 1959年10月2日）     | うちのトノサマ                |
| KRT 金曜20時台前半枠       |                                        |                               |
| キャノンボール ※30分繰上げ | （KRT版） （1959年10月9日 - 10月23日） | 歌番組 ↓ ペギーに逢いましょう |

| NET 金曜22時台前半枠 | NET 金曜22時台前半枠                              | NET 金曜22時台前半枠                |
| 前番組               | 番組名                                            | 次番組                              |
| -------------------- | ------------------------------------------------- | ----------------------------------- |
| 菊太郎無残囃子       | おトラさん（NET版） （1959年10月30日 - 12月25日） | 不明                                |
| NET 金曜19時台前半枠 |                                                   |                                     |
| 可愛いアリス         | おトラさん（NET版） （1960年1月 - 9月）           | 金語楼親父シリーズ ↓ テキサス平原児 |

## 映画
詳細は各記事参照の事。
- おトラさん - 1957年11月公開。
- おトラさんのホームラン - 1958年3月公開。
- 花ざかりおトラさん - 1958年4月公開。
- おトラさんのお化け騒動 - 1958年8月公開。
- おトラさんの公休日 - 1958年9月公開。
- おトラさん大繁盛 - 1958年12月公開。